# Myrmecina striata
Myrmecina striata är en myrart som beskrevs av Carlo Emery 1889. Myrmecina striata ingår i släktet Myrmecina och familjen myror. Inga underarter finns listade i Catalogue of Life.

## Bildgalleri

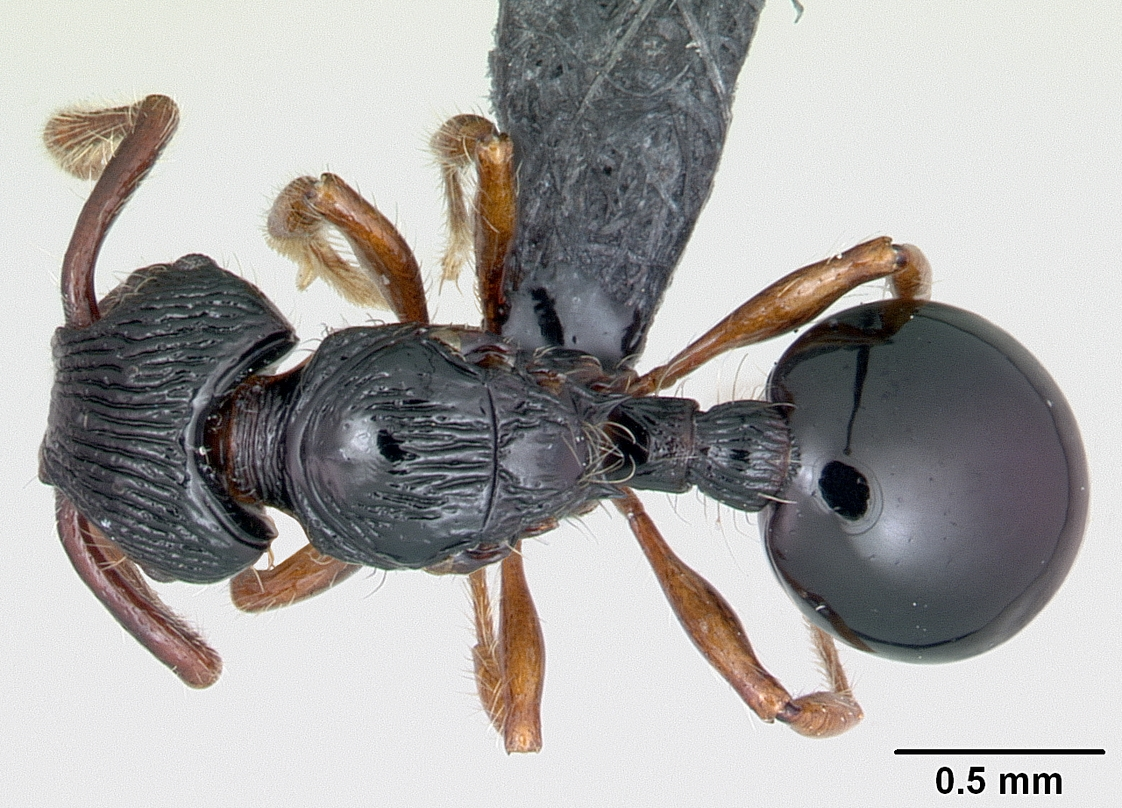
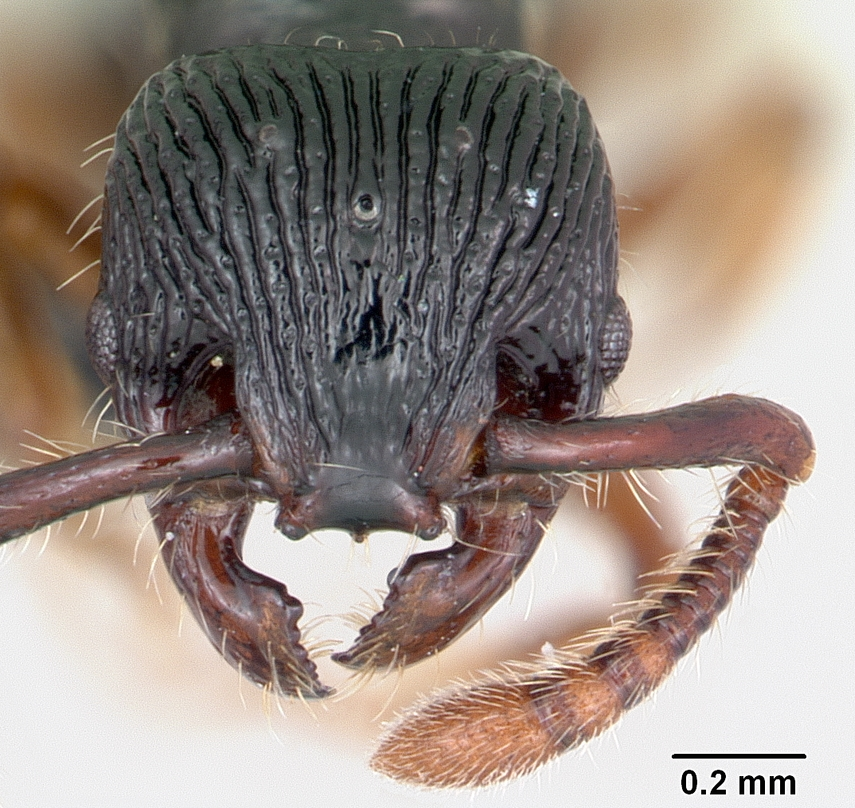
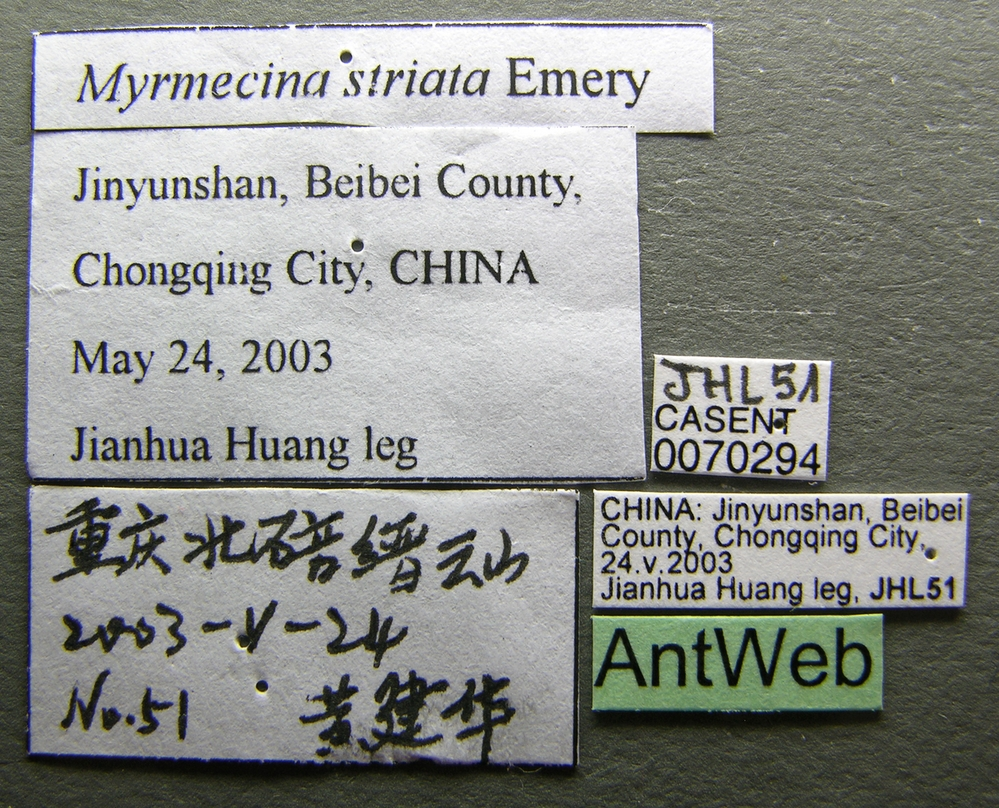
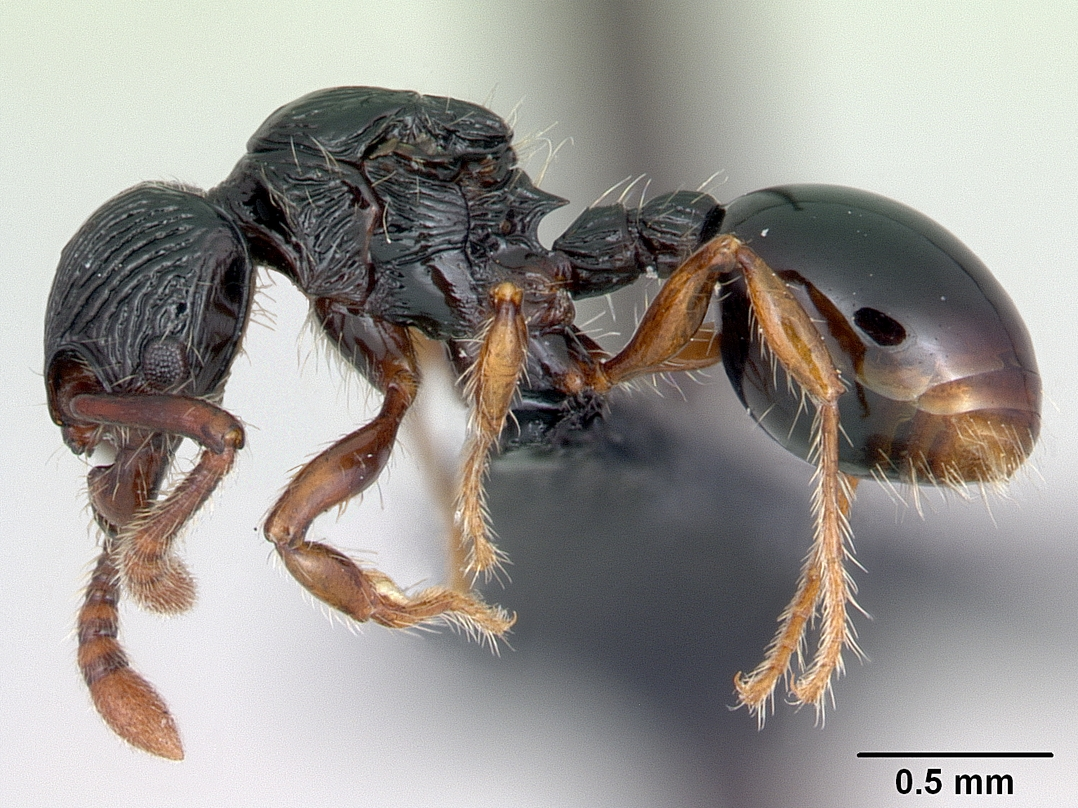
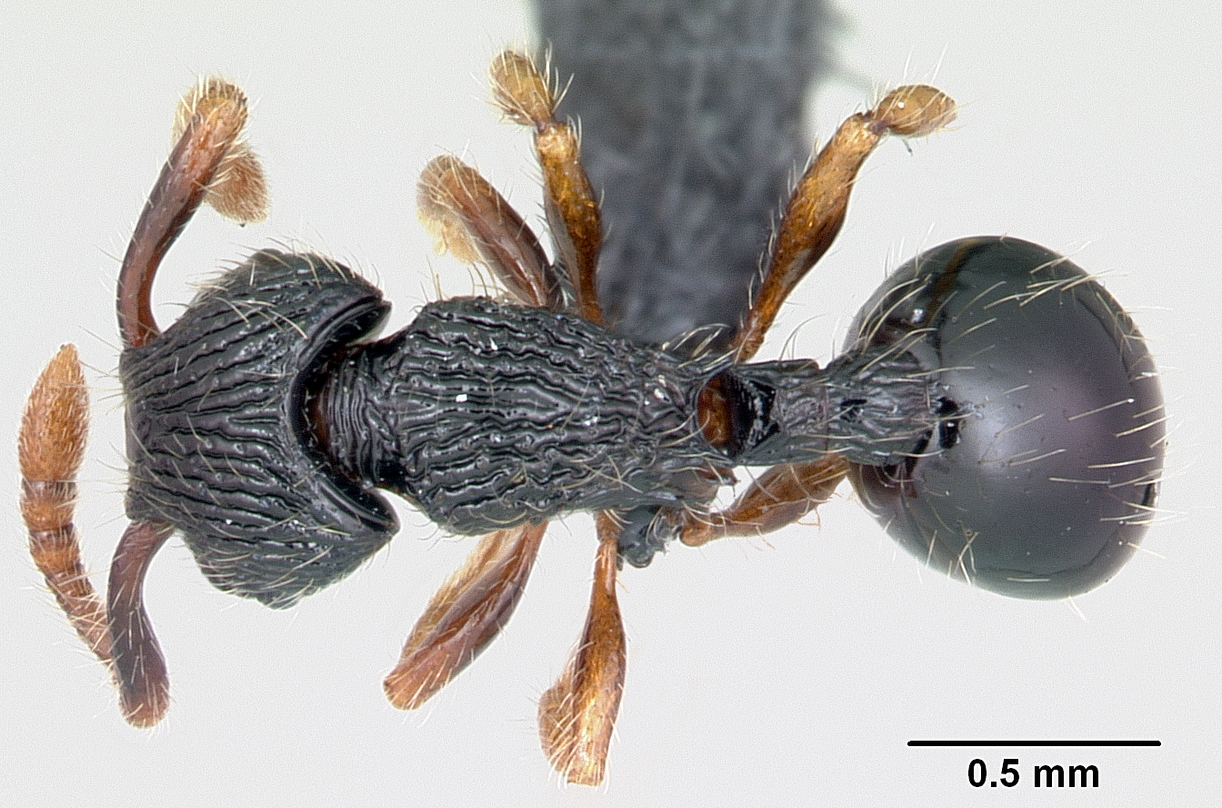
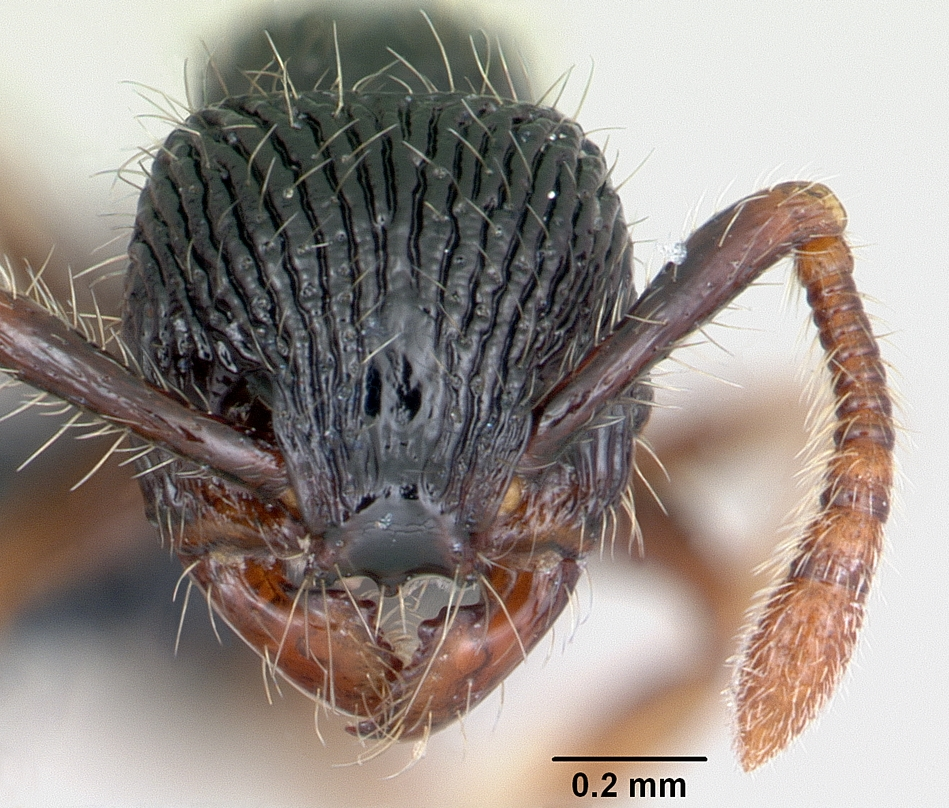